# Moundou
Moundou es la segunda ciudad más poblada de Chad. Es capital de la región de Logone Occidental.
La ciudad descansa a orillas del río Logone, unos 480 km al sur de Yamena, la capital estatal. Es la principal ciudad del pueblo Ngambai. Moundou ha crecido como centro industrial, sede de la destilería Gala, que produce la cerveza más popular de Chad, y de fábricas de algodón y petroleras. Tiene un aeropuerto (de código FTTD) con pista pavimentada.
Moundou se sitúa en una de las principales carreteras del sur de Chad. La carretera transcurre desde Léré, en la frontera con Camerún, a través de Pala, Kélo, Moundou, Doba, Koumra y Sarh.

## Ciudades hermanadas
- Poitiers, Francia

## Demografía
| Año  | Población |
| ---- | --------- |
| 1993 | 99.530    |
| 2008 | 142.462   |